# Sinoceratops
Sinoceratops – rodzaj ceratopsa z rodziny Ceratopsidae żyjącego w późnej kredzie na terenie Azji. Został opisany w 2010 roku przez Xu Xinga i współpracowników w oparciu o dwie niekompletne skamieniałe czaszki i jedną puszkę mózgową odnalezione w górnokredowych osadach grupy Wangshi w Zhucheng, w chińskiej prowincji Szantung. Holotypem jest niekompletna czaszka obejmująca większość dachu czaszki oraz puszki mózgowej (ZCDM V0010). Oprócz szczątków ceratopsa odnaleziono również skamieniałości hadrozaurów z rodzaju Shantungosaurus. Według analizy kladystycznej przeprowadzonej przez autorów jego opisu Sinoceratops jest najbardziej bazalnym przedstawicielem grupy centrozaurów (Centrosaurinae); z późniejszej analizy przeprowadzonej przez Ryana i współpracowników (2012) wynika natomiast, że był on przedstawicielem Centrosaurinae siostrzanym do kladu obejmującego rodzaje Rubeosaurus, Einiosaurus, Achelousaurus i Pachyrhinosaurus. Sinoceratops jest znacznie większy od większości pozostałych centrozaurów, a rozmiarami bardziej zbliżony do bazalnych przedstawicieli Ceratopsinae; autorzy szacują, że jego czaszka mierzyła 180 cm od dzioba do kości ciemieniowych, co czyniłoby ją jedną z największych znanych czaszek centrozaurów. Również niektóre inne cechy, jak budowa kości ciemieniowych, upodabniają go bardziej do Ceratopsinae niż do centrozaurów. Jeśli ta hipoteza dotycząca jego pozycji filogenetycznej jest poprawna, wówczas Sinoceratops mógłby być jedynym znanym ceratopsydem spoza Ameryki Północnej – być może oprócz azjatyckiego turanoceratopsa, który może należeć do Ceratopsidae lub być taksonem siostrzanym tego kladu; według analizy kladystycznej Xu i współpracowników turanoceratops był taksonem siostrzanym do Ceratopsidae.
Nazwa rodzajowa Sinoceratops pochodzi od słów Sino (Chiny) oraz ceratops, oznaczającego po grecku „rogate oblicze”. Nazwa gatunkowa gatunku typowego, zhuchengensis, odnosi się do miejsca odnalezienia holotypu.